# Жанна Фландрская (герцогиня Бретани)
Жанна Фландрская (фр. Jeanne de Flandre), Жанна де Дампьер, Жанна Пламенная (фр. Jeanne la Flamme; ок. 1295 — 1374) — герцогиня Бретани, жена герцога Жана IV. Активная участница войны за Бретонское наследство (1341—1364), которая иногда называется войной двух Жанн.
Дочь Людовика I, графа Невера и Ретеля. Сестра фландрского графа Людовика I.
В марте 1329 года вышла замуж за Жана де Монфора, претендента на Бретонское герцогство. Дети:
- Жан V (1339/1340—1399) — герцог Бретани с 1364
- Жанна де Монфор (ок. 1341—1402), муж — Ральф Бассет, 3-й лорд Бассет из Дрейтона.

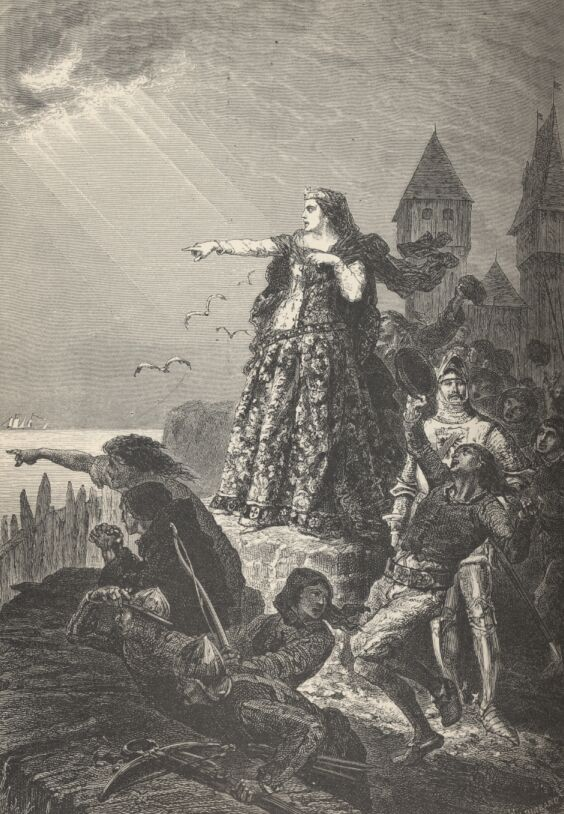

Когда её муж в 1341—1343 годах находился в плену у французского короля, Жанна Фландрская собрала войско и организовала оборону города Энбон против армии Шарля де Блуа — другого претендента на герцогство Бретань. Надев доспехи и взяв оружие, командовала отрядом рыцарей, совершавшим вылазки по лагерям противника. Согласно   хронисту Фруассару, «графиня, у которой сердце было мужское и львиное, ездила из улицы в улицу на боевом коне, облаченная в доспех, и призывала своих людей хорошо себя выказать. Она также велела, чтобы женщины и дети разбирали мостовую, носили камни и булыжники на стены и помогали защитникам».
Отстаивала права своего сына Жана V на бретонский престол путём переговоров с королём Англии, обеспечив ему военную и дипломатическую поддержку. Несмотря на то, что с октября 1343 года находилась в заключении в Англии в замке Тикхилл в Южном Йоркшире, вышла в этой борьбе победителем: в 1364 году Жан V окончательно утвердился на бретонском престоле. Среди историков распространена точка зрения, что причиной заточения графини де Монфор стало её психическое заболевание. Однако существует версия, что Эдуард III держал её в плену, исходя из политических соображений. 